# Frühlingsstürme im Herbste des Lebens
Frühlingsstürme im Herbste des Lebens (traducibile come Tempeste di primavera nell'autunno della vita) è un film muto del 1918 scritto, interpretato e diretto da Fern Andra.

## Trama
Dopo la morte del padre, la giovane contessina von Hagen è accolta dal barone Joseph Königswart, amico d'infanzia del padre, il quale ospita nella sua residenza anche una cugina e il figlio di quest'ultima, Reinhold. I due uomini si innamorano entrambi della giovane ospite. Costei rifiuta la corte di Reinhold e sente affetto per il maturo Joseph, il quale però esita a dichiararle i propri sentimenti a causa dell'età avanzata. La madre di Reinhold, gelosa della contessina, tenta di allontanarla accusandola falsamente di furto. Profondamente scossa la contessa cerca la morte sparandosi con un fucile nel padiglione di caccia; ma si ferisce in modo non grave. Joseph la soccorre e trova il coraggio per dichiararle il suo amore.

## Produzione
Il film fu prodotto da Georg Bluen

## Distribuzione
Uscì nelle sale cinematografiche tedesche il 22 agosto 1918.